# Epiphragma howense
Epiphragma howense är en tvåvingeart som beskrevs av Alexander 1922. Epiphragma howense ingår i släktet Epiphragma och familjen småharkrankar. Inga underarter finns listade i Catalogue of Life.